# Nikifor Černigovskij
Nikifor Romanovič Černigovskij (rusky Никифор Романович Черниговский; † 1675) byl ruský sibiřský kozák, původem z polsko-litevského státu. V letech 1665–1670, 1673 a 1675 stál v čele samosprávy v Albazinu, centru ruské moci v horním Poamuří.
Ve smolenské válce (1632–1634) bojoval v polsko-litevském vojsku a roku 1633 padl do ruského zajetí. Po válce se roku 1635 odmítl vrátit, namísto toho vstoupil do ruských služeb, jako služilij čelovek. Po roce se pokusil o útěk do Litvy, byl chycen a poslán na Sibiř do Jenisejska. V jenisejském vojevodství sloužil jako kozák dvanáct let, v letech 1637–1649. Poté byl přeložen do ilimského vojevodství, kde postoupil z řadového kozáka na „padesátníka“ (velitele padesáti mužů).
Roku 1665 se postavil do čela skupiny nespokojenců, která zaútočila na ilimského vojevodu Lavrentije Obuchova a zabila ho. Rebelové se rozhodli odejít k Amuru a na místě bývalého daurského městečka, spáleného roku 1651 kozáckým oddílem Jerofeje Chabarova, postavili ostroh (palisádou opevněné sídlo) Albazin. Už roku 1666 zaseli a sklidili první obilí, od domorodců v okolí vybírali jasak a navázali kontakt s nejbližším představitelem ruského státu – Larionem Tolbuzinem, který z něrčinského ostrohu spravoval Zabajkalsko. Tolbuzin uznal Černigovského jako řádného představitele ruské vlády na Amuru. V listopadu 1670 vyšlo najevo, že Nikifor Černigovskij přemlouval manželku jednoho z Albazinců, aby s ním zběhla do Číny. Albazinci ho zatkli a pod stráží odvezli do Něrčinska. Po čase byl propuštěn a 1673 opět spravoval Albazin. Roku 1674 však nový něrčinský vojevoda Pavel Šulgin dosadil v Albazinu za náčelníka Semjona Vešňaka. Černigovského přeložil do Něrčinska. V lednu 1675 je Černigovskij opět doložen ve funkci albazinského náčelníka.
V březnu 1675 byl v Moskvě za účast na vraždě vojevody Obuchova odsouzen k smrti, vzápětí však omilostněn a přijat do státní služby. O svém odsouzení a milosti se nedozvěděl, protože zemřel počátkem léta 1675, ještě předtím, než zpráva doputovala do Albazinu.
Nikifor Černigovskij měl tři syny, kteří s ním neodešli do Albazinu, ale z půli útěku se vrátili. Později přesídlili do Idinsku u Irkutsku; zde a v blízkém Svirsku a Čeremchovu žili jejich potomci i na počátku 21. století.
V polské historické literatuře je Nikifor Černigovskij pokládán za významného Poláka, nezávisle spravujícího Albazin a samostatně udržujícího diplomatické vztahy s Čínou.

## Život

### Na Litvě, vRusku
Nikofor Černigovskij se účastnil smolenské války (1632–1634) ve vojsku polsko-litevského státu. V soudobých dokumentech se poprvé objevuje roku 1633, kdy u Novgorodu-Severského upadl do ruského zajetí, do konce války byl držen ve Vologdě na severu Ruska. Po skončení války se odmítl vrátit, místo toho požádal o vstup do ruských služeb. Přijal pravoslaví a v květnu 1635 byl pokřtěn. Od podzimu 1635 sloužil v Tule, v tamním pluku husarů a rejtarů složeném z cizozemců. Současně se – roku 1635 – oženil s Onosicou, dcerou Petra Dubovského, původem Litvina, žijícího v Moskvě. Litvini bylo jméno pro poddané Litevského velkoknížectví ruské národnosti.
Svůj původ Černigovský udával různě. U výslechu roku 1633 se prohlásil za Poláka z kyjevského povětu s tím, že sloužil polskému králi jako kozák „na třech koních“. Roku 1635 v souvislosti se žádostí o vstup do ruských služeb se prohlásil za Čerkase z braginského povětu na Litvě. Čerkasové bylo ruské jméno pro (ruskojazyčné) kozáky žijící při jižních okrajích Ruska. V dokumentu o křtu je popsán, s odvoláním na jeho slova, jako šlechtic z brestského povětu. V dokumentech týkajících se jeho útěku v létě 1636 je, opět na základě svých slov, označován za Litvina z braginského povětu.

### Pokus oútěk, vJenisejsku
Začátkem července 1636 se sedmi dalšími cizozemci uprchl z Tuly. Útěk nebyl plánovaný, účastníci se pro něj rozhodli až v den útěku. Na cestě do Litvy byla však polovina zběhů chycena, mezi nimi i Černigovskij. U výslechu uvedli jako důvod útěku nízký plat, nedostávali totiž příplatky za ženy a děti, zřejmě proto, že jejich rodiny žily v Moskvě. Za trest byl Černigovskij s manželkou v srpnu 1636 poslán na Sibiř do Jenisejska. Na cestě přezimovali v Tobolsku, na místo určení dorazili koncem září 1637. V Jenisejsku sloužil jako řadový kozák dvanáct let. Později (roku 1657) o své službě napsal:
[jsem] …na Bajkalské jezero jezdil pro sobolí jasak a z výběru jasaku zisk přinášel, a na lenskou převlaku se zásobami obilí jezdil, a po mnohým řekám na služby jezdil sbírat jasak.

### VIlimsku

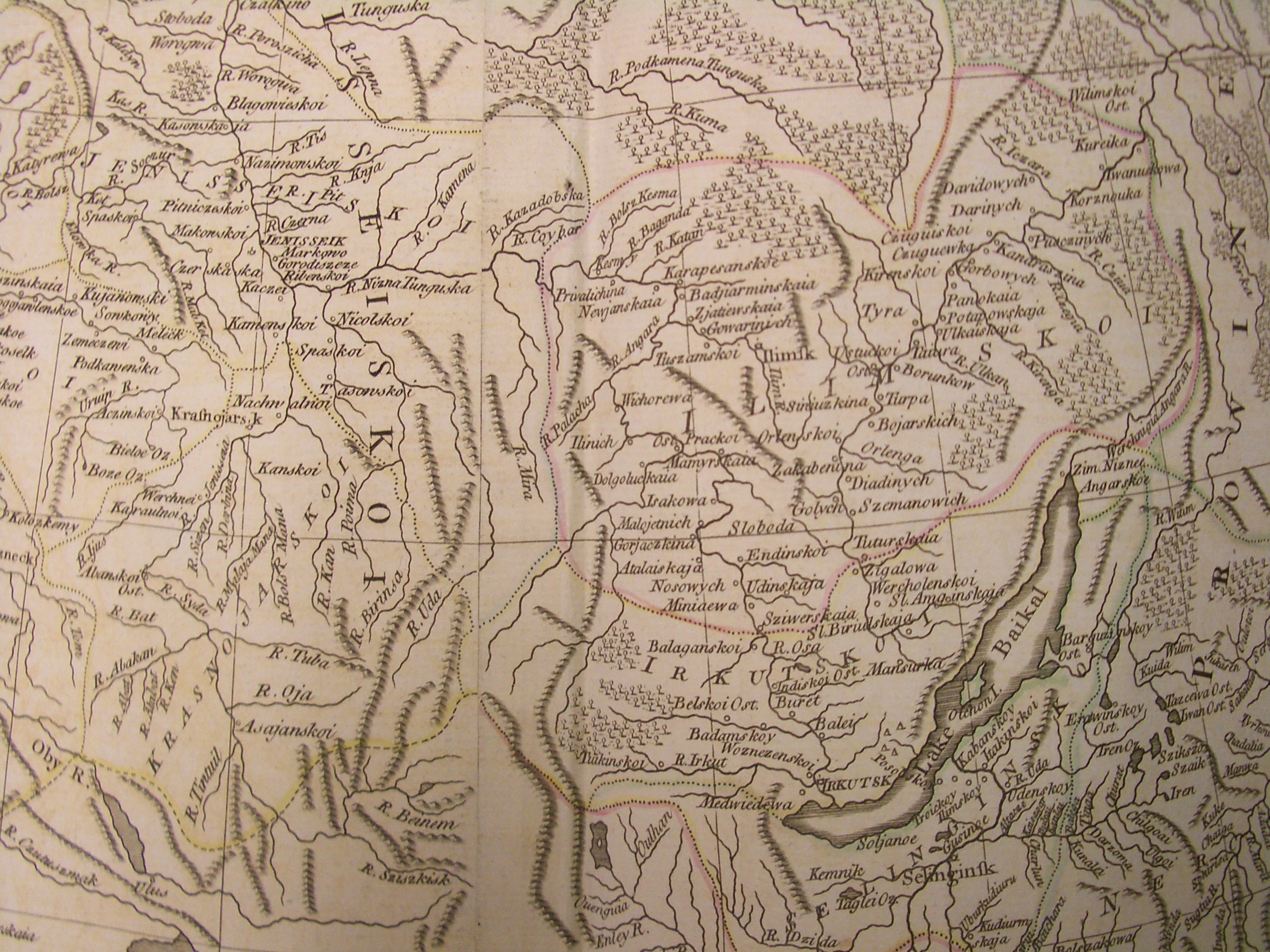
Mapa ilimského vojevodství, fragment mapy světa Thomase Kithena z roku 1773

Roku 1649 Černigovskij patřil mezi kozáky převedené z Jenisejska do Ilimska v souvislosti se vznikem ilimského vojevodství. Roku 1652 ho ilimský vojevoda poslal do Kirensku na řece Leně, z tamních skladů vydal zásoby stopadesátičlennému oddílu Dmitrije Zinovjeva, který putoval k Amuru. Následující rok se účastnil stíhání zběhů z Ilimska k Amuru. Totiž v létě 1653 zběhli k Amuru tesaři, kozáci a rolníci z Leny a kozáci z Vercholenského ostrožku (ostrožek je malý ostroh, palisádou opevněné sídlo) s dalšími rolníky, celkem přes dvě stě lidí, polovina kozáků. Na Amuru se vesměs připojili k vojsku Onufrije Stěpanova. Černigovského oddíl se dostal se zběhy do boje, naopak z jiného oddílu se několik kozáků přidalo ke zběhům. Ilimský vojevoda pak v Čečujsku postavil hlídku, která měla zadržovat další uprchlíky. Roku 1654 byl už Černigovskij desátník, a opět sloužil v Kirensku, kde mimo jiné vydával ze skladů zásoby odesílané do Jakutska. Dokumenty vystavené jeho jménem nesepisoval ani nepodepisoval, sestavovali je jeho spolupracovníci.
V létě 1655 zběhlo k Amuru z Leny 200 až 300 lidí v čele s kozákem Michailem Sorokinem, kteří po cestě v Kirensku sebrali zbraně a hledali Černigovského, aby ho zabili. Ten se před nimi schoval v lese. Roku 1655 nadále sloužil v Kirensku, kde žila i jeho rodina, dům měl i v Ilimsku. Roku 1656 již měl hodnost padesátníka (velitele padesáti mužů). V Kirensku mimo jiné vybíral jasak od Tunguzů.
V letech 1656–1657 byl, se synem Fjodorem, v poselstvu ilimských kozáků, které přivezlo do Moskvy do Sibiřského prikazu sobolí kožešiny vybrané jako jasak a hlášení o stavu vojevodství. V Sibiřském prikazu podal list s přehledem své služby v němž požádal o přeřazení do služby proti Polákům. Ani tento list nenapsal osobně, zřejmě proto, že byl negramotný. Ačkoliv obvykle bylo podobným žádostem vyhověno, Černigovský neuspěl.
V letech 1658–1662 v Kirensku dohlížel na plnění povinností tamních rolníků (vydělení a obdělání půdy, jejíž výnos byl určen státu). Roku 1664 a 1665 byl prikazčikom (náčelníkem a správcem) ve Verchně-Kirenské volosti.
Německý historik žijící v Rusku Gerhard Müller roku 1757 napsal o Černigovském, že roku 1650 působil jako prikazščik v Čečujsku a roku 1652 dohlížel na solivar v Usť-Kutském ostrohu. Historikové v 19. i 20. století se při popisu Černigovského života v ilimském vojevodství omezili na převzetí těchto tvrzení, přestože se neopírají o prameny a není známo, jak k nim Müller dospěl.

### Zabití ilimského vojevody a útěk k Amuru
Podle Černigovského syna Fjodora od března 1665 se syny a rolníkem Michalem Ivanovem Sapožnikovem plánoval útěk „na Rus“, aby přednesl stížnost na ilimského vojevodu Lavrentije Obuchova. Plán změnil po příjezdu Obuchova na trh do Kirenska, když ho jakutský kozák Fjodor Lukjanov a kirenský rolník Ivan Jeremejev Mikulka přesvědčili, že lepší bude Obuchova oloupit a utéct k Amuru. Ke spiknutí se přidalo ještě 15 dalších lidí, vesměs lovců (промышленых людей). Celkem mělo 22 účastníků.
Spiklenci zaútočili 28. června v noci na vojevodovu loď na Leně u ostrova (později nazvaného Obuchovův ostrov) 26 km od Kirenska, když se vojevoda vracel do Ilimska. Vojevodovi lidé byli neozbrojení. V šarvátce útočníci zabili šest a zranili deset lidí vojevodova doprovodu a samotného vojevodu utopili poté, co na útěku skočil do vody.
Kdo zabil vojevodu není jasné. Fjodor Černigovský roku 1666 v Jakutsku vypověděl, že se zabitím vojevody nemá nic společného a pouze slyšel, že ho kopími „přidrželi“ ve vodě Fjodor Lukjanov a lovec Maťuška Maximov. Roku 1667 se od zběhů odtrhl a na Lenu vrátil Grigorij Kulakovskij, který vypověděl, že Obuchova zabili Fjodor Lukjanov, Maťuška Maximov a Černigovského syn Vasilij, přikázal jim to Fjodor Černigovskij. A že to v Telembinsku první dva přiznali něrčinskému náčelníkovi Larionovi Tolbuzinovi. Při konfrontaci (v Jakutsku) se syny Černigovského obě strany opakovaly svou verzi. Roku 1670 Černigovskij, ve zprávě do Něrčinska o útěku několika kozáků z Albazinu do Číny, obvinil z vraždy Obuchova dva z nich, Ivana Jeremejeva Mikulku a Osku Vasiljeva Podkamenného. Oska Vasiljev byl tchán Fjodora Černigovského.
Útočníci zbili a okradli členy vojevodova doprovodu, vysvobodili vojevodovy vězně (včetně Černigovského zetě Petra Oskolkova), a loď i s nákladem zabavili. Z lodi ukořistili 30 soroků sobolů (30×40, to jest 1200 sobolích kožešin) a 300 rublů.

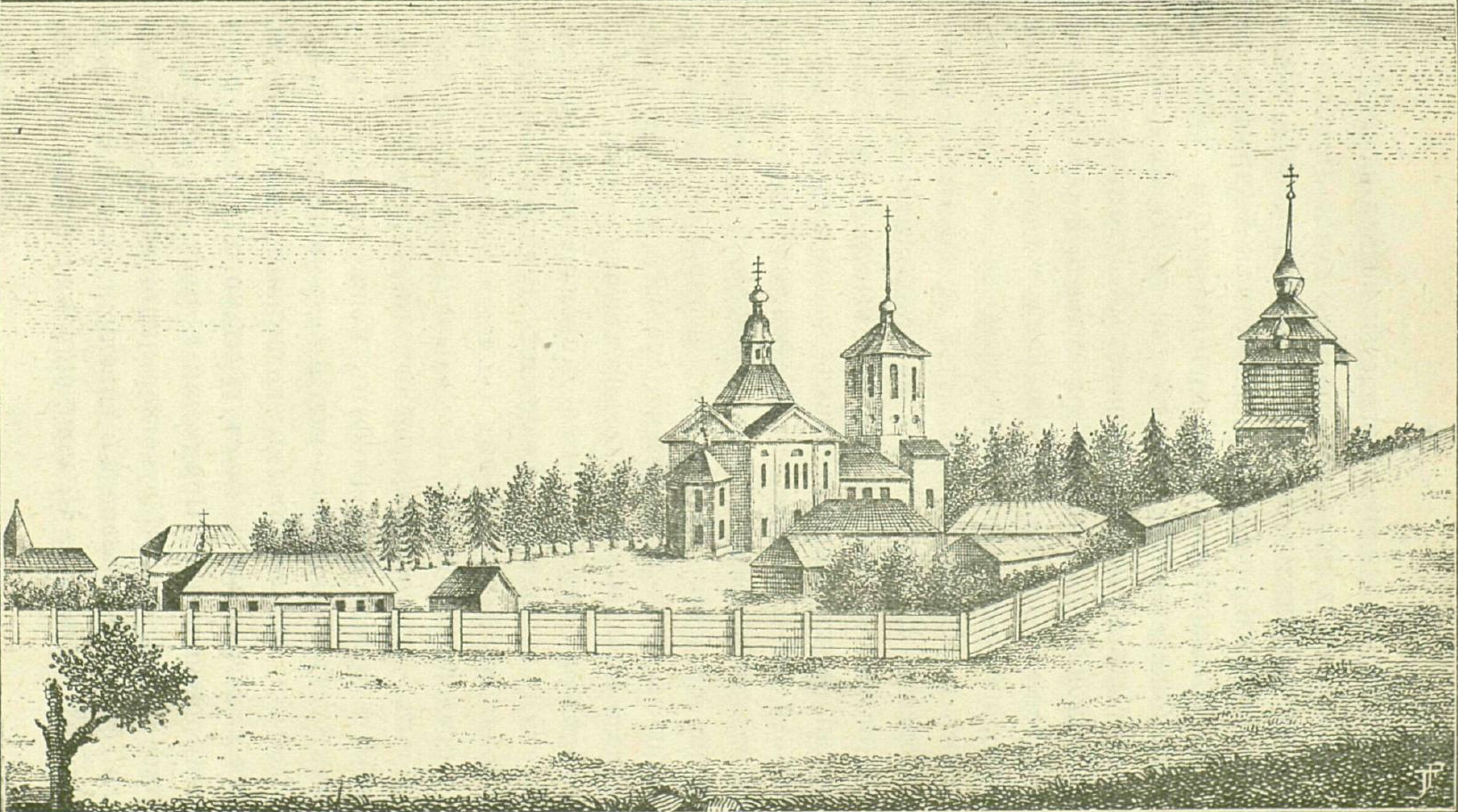
Trojický klášter v Kirensku založený roku 1663 popem Jermogenem, který roku 1665 odešel s Černigovského skupinou do Albazinu. Litografie z knihy I. K. Goluběva Свято-Троицкий Усть-Киренский мужской монастырь (Иркутской епархии), 1894.

Ač Černigovskij byl vůdcem skupiny, útoku na vojevodu se neúčastnil. Po útoku vyloupili Kirensk. Poté skupina vytáhla z Kirenska po proudu Leny. V následujícím městečku, Čečujsku, sestavili a předali tamnímu náčelníkovi list pro cara, v němž vysvětlovali svůj čin. Z listu se zachovaly pouze tři stránky. Svůj čin ospravedlňovali lichvou a krutým chováním Obuchova, který zdržoval jejich stížnosti poslané přes Jakutsk. Také vinili Obuchova z věznění popa Fomy Kirillova a znásilnění jeho ženy Palagejky Nikiforovy, snad dcery Nikifora Černigovského a oznamovali, že jdou sloužit carovi do Poamuří. Roku 1673 Černigovskij a další, celkem 101 lidí, v žádosti o milost, kterou zaslali do Moskvy, zabití Obuchova zdůvodnili jeho nesnesitelným chováními, znásilňováním jejich žen a vymáháním jejich majetku; jinak se prý chovali řádně a cestou k Amuru nikomu nijak neubližovali. Tři z nich – Ivan Perelešev, Jarko Tvarogov a Nechoroško Jelfimov – žádost dovezli do Moskvy, kam dorazili 19. ledna 1674.
Z Čečujska rebelové pluli po Leně až k ústí Oljokmy a po ní na jih, přitom přibrali další kozáky a rolníky, takže jejich počet vzrostl na 84 lidí. Plavili se na sedmi lodích. Rolníky, jejichž hospodářství leželo při cestě, kupce, které potkali, a kozáky posádkou v ostrožcích po cestě, olupovali o zbraně, potraviny, nářadí a jiné zásoby. Kupcům a místním náčelníkům rovněž zabavovali a ničili zápisy o dluzích a daňových nedoplatcích. Zatímco majetné kupce a osoby spjaté s administrativou obírali bez náhrady, v  některých případech –zpravidla prostým rolníkům, ale i posádce ostrožku v ústí Oljokmy, která měla bránit útěkům ruských poddaných do Poamuří, – za sebrané věci štědře platili sobolími kožešinami nebo penězi, o které okradli vojevodu.
Na Oljokmě u ústí Tungiru se od skupiny odtrhli tři synové Černigovského, Fjodor, Anisim a Vasilij, kteří tam přezimovali a na jaře 1666 se vrátili na Lenu, kde se v červnu 1666 vzdali jakutským kozákům. Poté byli vězněni v Jakutsku. V pochodu od Tungiru k Amuru se rebelové dostali do konfliktu s místními Tunguzy, kteří patnáct z nich zabili.
Při zdůvodňování účasti Černigovského na rebelii historikové různě spekulovali. Müller uvažoval o tom, že Černigovského mohla ke vzpouře přimět beztrestnost předešlých útěků na Amur. Sovětský historik V. A. Alexandrov měl Černigovského za jednotlivce, který nehrál větší roli v „lidovém povstání“ a pouze se k němu připojil. Někteří historikové podávali události do značné míry nezávisle na pramenech. První z nich byl chorvatský Juraj Križanić, který roku 1680 ve své Historii Sibiře vzpouru zdůvodnil znásilněním Černigovského sestry. Taková verze je však nemožná, protože Černigovskij byl poslán na Sibiř pouze s manželkou. Ruský etnograf S. V. Maximov roku 1871 sestru nahradil manželkou, která se v jeho představivosti změnila v „krásnou Polku“ a vzpouru přenesl do Usť-Kutu (pod vlivem Müllerovy chyby s usť-kuťským solivarem). Znásilněná manželka coby důvod Černigovského vzpoury poté přecházela z knihy do knihy. Černigovského manželka ovšem – vzhledem k době svatby – musela mít v době vzpoury více než 45 let. Někteří pisatelé se proto vrátili k verzi se sestrou, jiní váhali mezi ženou a sestrou.

### V Poamuří

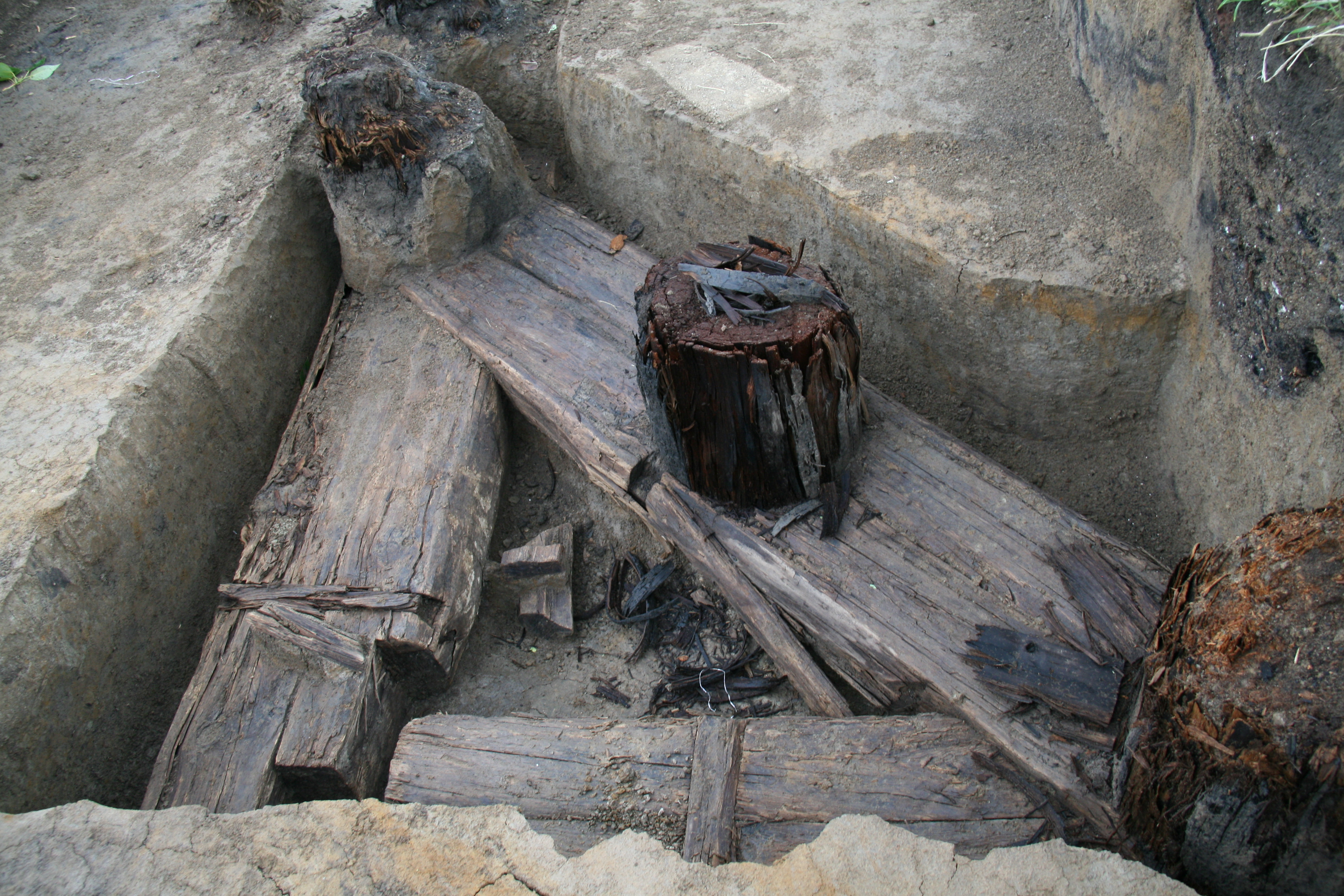
Část základů dřevěné stavby, zřejmě kostela odkryté při archeologickém průzkumu Albazinu, 2013

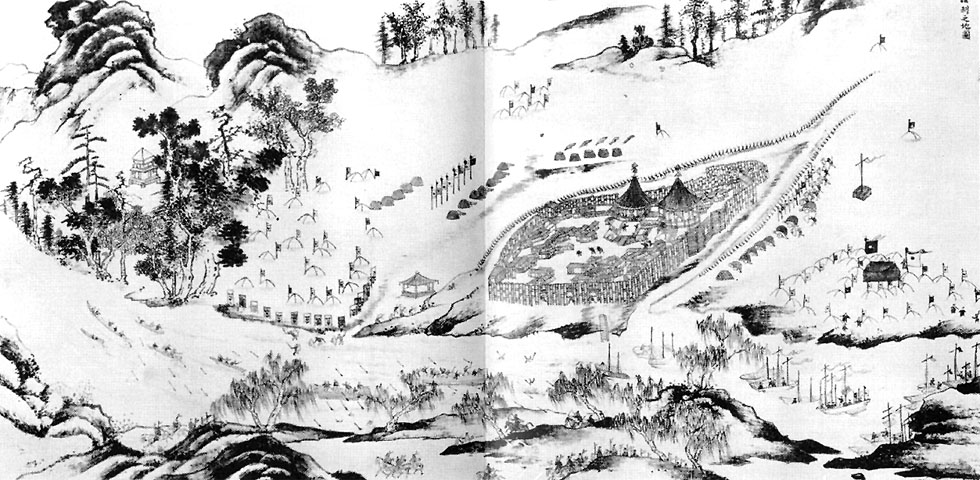
Obléhání Albazina armádou říše Čching v 80. letech 17. století, čínská kresba z roku 1701

Zběhové přišli k Amuru, zprvu se chtěli usadit v bývalém městečku daurského náčelníka Lavkaje, u ústí Urky, na místě se však rozhodli přesídlit o 160 km níže po proudu, do bývalého městečka náčelníka Albazy, v čínských pramenech nazývaného Jaxa, které roku 1651 dobyl kozácký oddíl Jerofeje Chabarova a pojmenoval Albazin. Tam postavili ostroh. Už roku 1666 zaseli a sklidili první obilí, od domorodců v okolí vybírali jasak. Navázali kontakt s nejbližším představitelem ruského státu – něrčinským náčelníkem Larionem Tolbuzinem, v září 1666 již byli v pravidelném styku. Tolbuzin si – vzhledem k nepočetnosti svých kozáků – nemohl dovolit nepřátelství s albazinskými a nejpozději na podzim 1666 uznal Černigovského jako řádného představitele ruské vlády na horním Amuru. Snad už roku 1666, ale jistě od roku 1667, albazinští kozáci sebraný jasak odesílali do Moskvy. Tolbuzina oplátkou žádali o střelný prach a olovo a o kováře. Albazinští se považovali za loajální ruské poddané, podřizovali se Něrčinsku a chovali se jako každá ruská posádka – vybírali jasak, vedli administrativu, nicméně snažili se udržet si samosprávu. Z obdělávané půdy vydělili státní pole, jejichž výnos byl určen pro výživu kozáků a úředníků. Roku 1669 Tolbuzina zaměnil Danilo Aršinskij. I on, zjevně v souladu s instrukcemi Moskvy, uznával Černigovského a Albazince a udržoval s nimi styky.
Koncem roku 1669 navázali s Aršinským kontakt představitelé mandžuské říše Čching, Mandžuové si mu stěžovali na albazinské kozáky, že útočí na Daury a Ďučery, poddané Čchingům. Naopak ruská delegace vyslaná z Něrčinska (v čele s kozákem Ignatijem Milovanovem) přednesla v Pekingu stížnost na útok Daurů a Ďučerů na Albazin provedený roku 1669, při kterém útočníci zabili tucet Rusů. V létě 1670 kontakt završilo předání listu čchingského císaře, který Aršinskij odeslal do Moskvy, současně zakázal Albazincům napadat čchingské poddané a vybírat od nich jasak.
V květnu nebo začátkem června 1670 osm albazinských kozáků uprchlo do čchingské Číny. Černigovskij ve zprávě o útěku dva z nich – Ivana Jeremejeva Mikulku a Osku Vasiljeva Podkamenného – obvinil z vraždy Obuchova. V listopadu 1670 vyšlo najevo, že Nikifor Černigovskij třetí den po útěku zmíněné osmičky přemlouval manželku jednoho z Albazinců, aby s ním také zběhla do Číny. Albazinci vedení Petrem Oskolkovem ho zatkli a pod stráží odvezli do Něrčinska. Aršinskij událost oznámil do Moskvy, zřejmě však nedostal instrukce, jak s ním naložit, a tak ho po čase propustil.
Roku 1673 Černigovskij opět spravoval Albazin. Roku 1674 však nový něrčinský správce Pavel Šulgin dosadil v Albazinu za náčelníka Semjona Vešňaka. Černigovského přeložil do Něrčinska, kde se – poté, co neuspěla Šulginova snaha o smírné vyřešení konfliktu – zúčastnil tažení proti Mongolům („tabunuckým lidem“), přepadajících Rusům poddané (takzvané „jasačné“) Tunguzy. V lednu 1675 je Černigovskij opět doložen ve funkci albazinského náčelníka, v souvislosti s konfliktem s Šulginem. Pavel Šulgin totiž roku 1674 skupinu vyhnanců přišlou z Ruska poslal rolničit k Urce, na místo bývalého Lavkajevova městečka. Oni však – se souhlasem Černigovského a albazinských kozáků – přesídlili do Albazinu. To nebylo v zájmu Šulgina, který potřeboval rolníky pracující na státních polích, aby získal obilí pro výživu kozáků, nikoliv další zájemce o zařazení mezi kozáky Téhož roku v březnu Černigovskij vytáhl s třemi sty lidmi z Albazinu na jihozápad na řeku Ken-che, na žádost místního daurského náčelníka, který chtěl se svými lidmi přejít z čchingského do ruského poddanství. Když Rusové přišli na smluvené místo, náčelník je zásobil potravinami a požádal, aby počkali, načež prchl i se svými lidmi na Čchingy kontrolované území na řece Non. Kozáci se poté vrátili.
V březnu 1675 se moskevské úřady rozhodly vyřešit právní status Albazinců: 15. března za vraždu vojevody car Alexej I. Michajlovič odsoudil Černigovského se syny a dalšími, celkem 17 lidí, k trestu smrti, a 46 účastníků vzpoury k zbičování a useknutí ruky, nicméně za zásluhy o ruskou moc v Poamuří je všechny 17. března (na své jmeniny o svátku Alexije z Edessy) omilostnil a oficiálně přijal do služby.
Nikifor Černigovskij počátkem léta 1675 zemřel, zřejmě v červnu. Zpráva o carském odsouzení a milosti doputovala do Albazinu později, o svém omilostnění se tedy nedozvěděl.
Gerhard Müller odsouzení a omilostnění mylně posunul do roku 1672. Datum 1672 opisovali historikové v 19. i 20. století; někteří si přimysleli, že o milost žádaly tobolské nebo jiné sibiřské úřady. Někteří zachovali milost v roce 1672, ale odsouzení posunuli do doby krátce po vraždě.

## Potomci
Manželka Černigovského po jeho útěku zřejmě zůstala v Ilimsku nebo Kirensku. Jeho synové Fjodor, Anisim a Vasilij, zatčení roku 1665, byli nějakou dobu vězněni v Ilimsku, záhy však byli propuštěni a přijati do kozácké služby. Nejstarší Fjodor se k roku 1676 objevil v dokumentech již jako dosti zámožný kozák, od roku 1678 v hodnosti padesátníka. Anisim byl počínaje rokem 1678 doložen jako řadový kozák.
Roku 1685 byl z Ilimska odvelen Anisim a příští rok i ostatní Černigovští. Od konce 80. let sloužili v Idinském ostrožku (pozdější Verchneostrožnoje, ještě později Kamenka) na soutoku říčky Idy a Angary, který podléhal vojevodovi v Irkutsku. Fjodor tam nějakou dobu velel, roku 1687 a znova v letech 1692–1695.
Jeden z Černigovských se usadil nedaleko Idinsku na místě moderního města Svirska: roku 1735 tam existoval jeden statek Černigovských, koncem 18. století vesnice Černigovská, roku 1909 vesnice Černigovská (neboli Svirská) s 299 obyvateli a v 21. století město Svirsk s 13 tisíci obyvateli. Ve Svirsku, sousedním městě Čeremchovo a Irkutsku žili Černigovští i počátkem 21. století.

## Polské verze příběhu Černigovského
V polské historické literatuře je Nikifor Černigovskij pokládán za významného Poláka. Obrazotvornost polských historiků však jeho příběh značně rozvinula. Prvním, kdo v Polsku psal o Černigovském, byl Marian Dubiecki. Dubiecki vycházel z práce Gerharda Müllera, ale vnesl do polských verzí Černigovského příběhu vlastní osobité prvky. A sice původ Černigovského od volyňského Žitomiru, vložení do příběhu Nikiforova otce Romana, který měl být roku 1632 vypovězen do Jenisejska se synem a dcerou. Černigovští měli inspirovat ruského průkopníka Jerofeje Chabarova k zemědělskému podnikání, vzpoura a zabití Obuchova je u Dubického přesunuta na rok 1660, čínské a mandžuské jméno Albazinu (Jaxa) je považováno za jméno erbu Černigovských, Černigovský je popisován jako nezávislý vládce, kterému vláda říše Čching posílala polsky psané listy.
Z Dubieckého verze vycházejí polští historikové i ve 21. století. Tak Michał Lubina přidává Černigovskému gramotnost, opakuje příběh o znásilnění sestry, rozepisuje se o údajných dobrých vztazích Černigovského s Čínou. Jiný polský historik Roman Sidorski píše, že Nikifor Černigovský byl sice polský poddaný, ale (malo)ruské, nikoliv polské národnosti. Jinak opakuje Dubického verzi, s tím že zdůrazňuje dobré vztahy s domorodci „zásluhou sdílení zemědělských a řemeslných znalostí“. Navázání kontaktu s ruskou administrativou v Něrčinsku datuje do roku 1669 (Dubicky do roku 1671) a odsouzení a omilostnění tradičně podle Müllera do roku 1672.